# Bereściany
Bereściany (ukr. Берестяне, Berestiane) – wieś na Ukrainie w rejonie łuckim obwodu wołyńskiego.

## Historia
Po raz pierwszy wzmiankowane w roku 1555, kiedy Mikołaj Radziwiłł Czarny za 800 kop groszy litewskich kupił sioło Bereściane (koło Ołyki) od H. Hodkiewicza.
Pod koniec XIX wieku wieś w gminie Silno, w powiecie łuckim.
Do 2020 w rejonie kiwereckim. 